# Tooth and Nail (Album)
Tooth and Nail ist das 1984 veröffentlichte, zweite Studioalbum der US-amerikanischen Glam-Metal-Band Dokken. Es ist gleichzeitig das erste Dokken-Album, auf dem Jeff Pilson Bass spielte, nachdem Juan Croucier die Gruppe verlassen hatte und zu Ratt gewechselt war. Das Album erreichte Platz 49 der US-amerikanischen Album-Charts und wurde durch die Recording Industry Association of America (RIAA) mit Platin ausgezeichnet.

## Hintergrund
Das Album wurde von Tom Werman produziert, der im vorhergegangenen Jahr das Album Shout at the Devil von Mötley Crüe und davor außerdem zahlreiche erfolgreiche Alben von Cheap Trick produziert hatte. Sein Co-Produzent war Roy Thomas Baker, der vorher unter anderem für Queen und The Cars gearbeitet hatte. Werman erkrankte im Verlauf der Aufnahmen und musste ins Krankenhaus; Don Dokken schlug vor, Michael Wagener, den er in Hamburg kennengelernt hatte und der auch das Debütalbum der Band produziert hatte, mit der Aufgabe zu betrauen. Wagener war der Plattenfirma noch zu unbekannt, daher wurde Baker die Aufgabe zuteil, das Album zu produzieren – tatsächlich führte aber doch Wagener die Albumproduktion durch, obwohl er auf dem Schallplattencover nur als Mischer genannt wurde.
Bereits während der Aufnahmen gab es wiederholt Streit zwischen Sänger Don Dokken und dem Gitarristen George Lynch. Dieser weigerte sich beispielsweise, für den Song Into the Fire Akustikgitarre zu spielen, sodass Bassist Jeff Pilson diese Aufgabe übernahm. Ein weiterer Streitpunkt ist Lynch Anspruch, weitläufige Instrumentalparts aufzunehmen.
Das Album erschien am 13. September 1984; Elektra veröffentlichte insgesamt drei Singles: Zunächst wurde Into the Fire ausgekoppelt, dem kurz darauf Just got Lucky folgte; doch es war die Ballade Alone Again, die den größten Erfolg hatte. Into the Fire kam drei Jahre später noch einmal zum Einsatz, als das Lied 1987 Teil des Soundtracks zum Horrorfilm Nightmare III – Freddy Krueger lebt (Originaltitel: A Nightmare on Elm Street 3: Dream Warriors) wurde. Das Lied kann im Film gehört werden, wenn die Figur der „Kristen“ in ihrem Zimmer Radio hört.

## Zitate
„Roy Thomas Baker hat nichts Nennenswertes zur Platte beigetragen. Er hat nur versucht, mich und George auseinanderzuhalten, damit Michael in Ruhe an der Musik arbeiten konnte. Roy hat uns Drinks gemixt und Videospiele besorgt. Er war unser Babysitter.“

## Rezeption
Daniel Böhm schrieb im Magazin Rocks zu Tooth and Nail, die „meisterliche Riff- und Soloarbeit des Gitarristen“ sei filigran, er „spiele sich in die Unsterblichkeit und kultiviere seinen ganz eigenen intensiven Stil“. Die Lieder des Albums seien „muskulöser und metallischer als Van Halen, gleichzeitig aber auch melodisch süffiger“.
Der Rezensent Stephen Thomas Erlewine schrieb für Allmusic.com, Don Dokken besitze „keine großartige Stimme“, aber es gelänge ihm, das „klischeebeladene Songmaterial überzeugend klingen zu lassen.“ Wer das Album aber wirklich zu einem Hörgenuss mache, sei Lynch. Der Gitarrist sei „ein blitzschneller Instrumentalist“, und es gäbe „nicht ein einziges Solo auf dem Album, das es nicht wert wäre, angehört zu werden“.

## Titelliste
1. Without Warning (Lynch) – 1:35
2. Tooth and Nail (Brown, Lynch, Pilson) – 3:40
3. Just Got Lucky (Lynch, Pilson) – 4:35
4. Heartless Heart (Brown, Lynch, Pilson) – 3:29
5. Don’t Close Your Eyes (Dokken, Lynch, Pilson) – 4:10
6. When Heaven Comes Down (Brown, Lynch, Pilson) – 3:45
7. Into the Fire (Dokken, Lynch, Pilson) – 4:30
8. Bullets to Spare (Brown, Dokken, Lynch, Pilson) – 3:35
9. Alone Again (Dokken, Pilson) – 4:20
10. Turn on the Action (Brown, Lynch, Pilson) – 4:43